# O Canada

Steagul Canadei

O Canada este imnul național al Canadei. A fost scris de către Sir Adolphe Basile Routhier (versuri) și Calixa Lavallée (muzică), fiind inițial un cântec patriotic al canadienilor francofoni pentru Societatea Saint-Jean-Baptiste. Versiunea franceză "Ô Canada" a fost cântată pentru prima oară la 24 iunie 1880 la un banchet din orașul Quebec, în ziua Sfântului Ioan Botezătorul, sărbătoarea provinciei Quebec.
"O Canada" a devenit oficial imn al Canadei la 1 iulie 1980, la puțină vreme după împlinirea a 100 de ani de la prima interpretare în public, care a avut loc la 24 iunie 1880.
| Versiunea franceză (originală) | Versiunea engleză | Traducerea română a versiunii engleze |
| --- | --- | --- |
| Ô Canada! Ô Canada! Terre de nos aïeux, Ton front est ceint de fleurons glorieux! Car ton bras sait porter l'épée, Il sait porter la croix! Ton histoire est une épopée Des plus brillants exploits. Et ta valeur, de foi trempée, Protégera nos foyers et nos droits, Protégera nos foyers et nos droits. | O Canada! O Canada! Our home and native land! True patriot love in all thy sons command. With glowing hearts we see thee rise, The True North strong and free! From far and wide, O Canada, we stand on guard for thee. God keep our land glorious and free! O Canada, we stand on guard for thee. | O Canada! O Canada! Căminul nostru și patria de obârșie! În toți fiii tăi, induci o adevărată dragoste de patriot. Cu inimi înfierbântate te vedem ridicându-te, Nordul cel loial, puternic și liber! Din depărtări și din larg, O Canada, noi îți stăm de strajă. Dumnezeu să ne țină țara glorioasă și liberă! O Canada, noi îți stăm de strajă. |